# Greven (verzakkingsgebied)

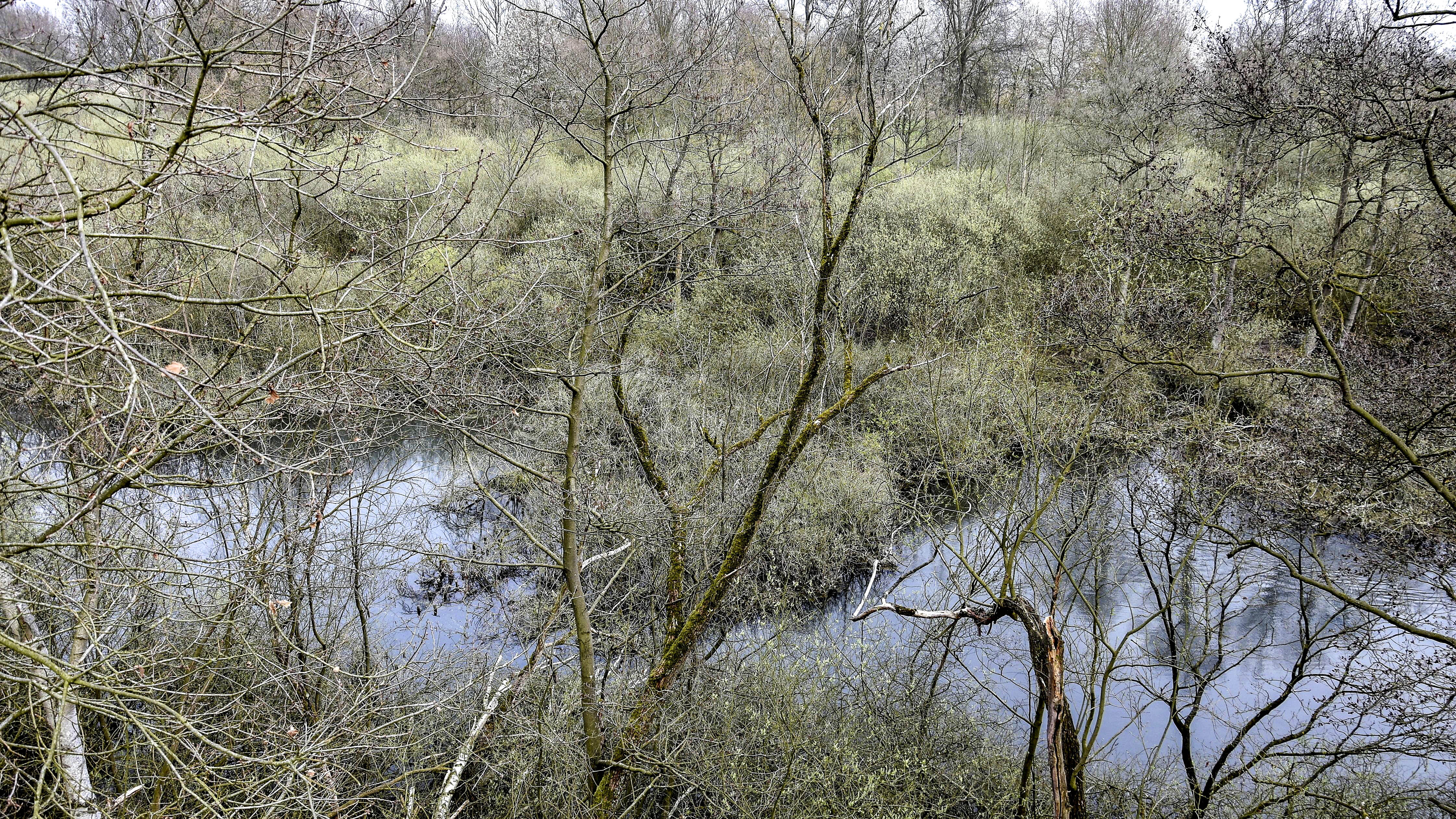
Het Greven

Het Greven is een verzakkingsgebied in de Belgische deelgemeente Eisden en sinds 1960 een drinkwaterproductiecentrum. Eisden-Dorp ligt volledig in dit verzakkingsgebied. Vroeger was dit gebied een open en vochtig hooiland, vanaf de jaren 1950 werd het een natuurlijk moeras.
Het Kruinenpad, een 181 m lange metalen constructie bij de dijk van het kanaal die boven het Greven is aangelegd, ligt elf en een halve meter hoger dan het verzakkingsgebied. Hier is de bodemdaling maximaal.

## Ontstaan van het gebied
Eisden ligt ongeveer 60 m lager dan het Kempens Plateau. Een gedeelte van het regenwater dat op het Kempens Plateau valt, sijpelt door de bodem en zijn zand- en grindlaag en komt in het Greven te Eisden als kwelwater aan de oppervlakte. De geologische reis van het water duurt ongeveer 50 jaar.
Een bijkomende ingreep op het landschap werd veroorzaakt door de ontginning van steenkool door de Steenkoolmijn van Eisden. Hierbij liet men ondergrondse gangen waaruit steenkool is weggehaald  instorten. Vaak liggen steenkoollagen boven elkaar zodat in het landschap grote soepkommen ontstonden die zich vulden met regenwater. De verzakking is duidelijk te zien aan de dijk van de Zuid-Willemsvaart in de Langstraat.

## Drinkwatervoorziening
Vroeger lieten mensen hier hun vee grazen en werd er gehooid. Men zocht er naar leem en klei voor bakstenen en dakpannen. Voor de haard werd er turf gestoken. Nu pompt De Watergroep via veertien putten water uit de grindlaag met een maximaal debiet van 1500 m³ per uur. Bijna de helft van de Limburgers drinkt Eisdens water, elk jaar ongeveer zeventien miljard liter.
Door zijn lange reis is het water zacht, maar zonder veel zuurstof. Daarom wordt het belucht in twee reinwaterkelders van 1000 m³. Vandaar wordt het omhooggepompt naar een reservoir van 10 000 m³ op het Kempens Plateau. Via een opjaagstation in As verdeelt men het water aan inwoners van Genk, Zutendaal, As, Opglabbeek, Meeuwen, Zolder, Heusden-Zolder, Koersel en een gedeelte van Houthalen. Het hele productieproces verloopt volledig automatisch door metingen van het peil in de reservoirs.

## Het Greven en de Zuid-Willemsvaart te Eisden
De Zuid-Willemsvaart was oorspronkelijk een voedingskanaal aangelegd op initiatief van Napoleon. Het verbond de Hocht bij Maastricht met Lozen vanaf 1809 om via dit afgetapte Maaswater het Grand Canal du Nord te voeden. Het Grand Canal du Nord zou Antwerpen en de Schelde met de Maas en de Rijn verbinden. Dit voedingskanaal werd in 1826 omgevormd tot de huidige Zuid-Willemsvaart, een huzarenstukje want het ligt in België waterpas en bevat geen sluizen. De steenkoolexploitatie deed het kanaal in Eisden verzakken en verplichtte tot de verhogingen van de dijk en de bouw van een metershoge weermuur aan de Langstraat in Eisden. Ook de vaargeul werd opgevuld omdat de druk op de dijk bij te diepe water te hoog zou worden. Bij het Greven werd er zelfs meer opgevuld dan oorspronkelijk uitgegraven.

## Het Greven en de Vrietselbeek
De Vrietselbeek vindt zijn oorsprong in het Greven en voedde twee watermolens: de Vuurmolen te Lanklaar en de Vrietselmolen tussen Stokkem en Dilsen. Het bovenste deel van de beek kon niet meer op een natuurlijke manier afwateren en stroomde door de bodemverzakking in tegenovergestelde richting naar dit laagst gelegen punt in het landschap. Door de waterwinningsactiviteit viel de beek droog en bereikte ze de Oude-Maas te Dilsen niet meer.  De Watergroep pompte immers het overtollige water dat niet werd gezuiverd in de Zuid-Willemsvaart. In 1946 bouwde de Steenkoolmijn van Eisden een duiker op de plaats van de vroegere Sint-Janskapel in Mulheim. Hierdoor kreeg de beek opnieuw water kreeg, zij het dan van de Zuid-Willemsvaart.
De situatie veranderde toen de provincie Limburg als beheerder van de Vrietselbeek een ondergrondse leiding en een nieuwe bedding aanlegde. Een nieuw 650 m lang traject langs de kanaaldijk verbindt het lozingspunt aan het kanaal met de bestaande bedding van de Vrietselbeek.Het zorgde ook voor een hoger debiet in de beek zodat geurhinder die ontstond in de zomer als de Zuid-Willemsvaart lager stond vermeden wordt.

## Het Greven en de natuur
Bij de verhoging van de dijk werd het Greven volledig omgewoeld. De dijk was toen een schraal landschap. Gezien er weinig wordt ingegrepen ontstaat hier langzaam aan een natuurlijk loofbos. De berk en de lijsterbes, pioniersoorten met veel behoefte aan licht, verschenen al vlug op de dijk. Beneden ziet men diverse wilgen en de zwarte els. Deze soorten hebben een korte levensduur en hun rol wordt overgenomen door de zomereik. Amerikaanse eik en Amerikaanse vogelkers worden als migranten uit het gebied verwijderd. Wilde kamperfoelie en hop toveren het Kruinenpad om tot een hangende tuin.
De Amerikaanse eik geeft onderdak aan de galwesp, de kleine wintervlinder, de eikenpage (waarvan hij de waardplant is) en de bastaardsatijnvlinder.
IJsvogels, reeën en blauwe reigers komen hier voor. Tot voor kort was het Greven een van de laatste plaatsen in Vlaanderen waar de otter te zien was.

## Galerij

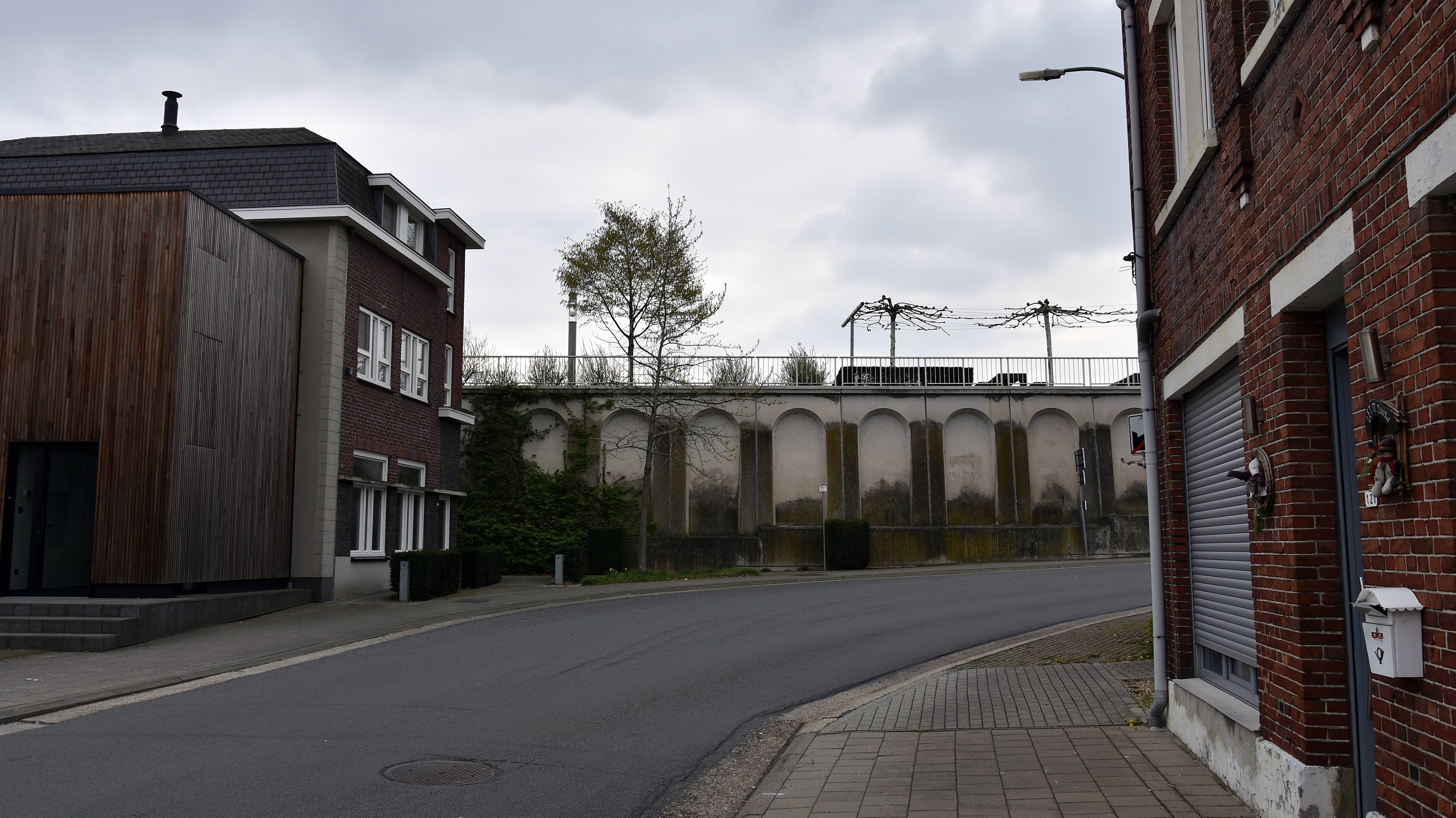
Weermuur aan de dijk van het kanaal in de Langstraat
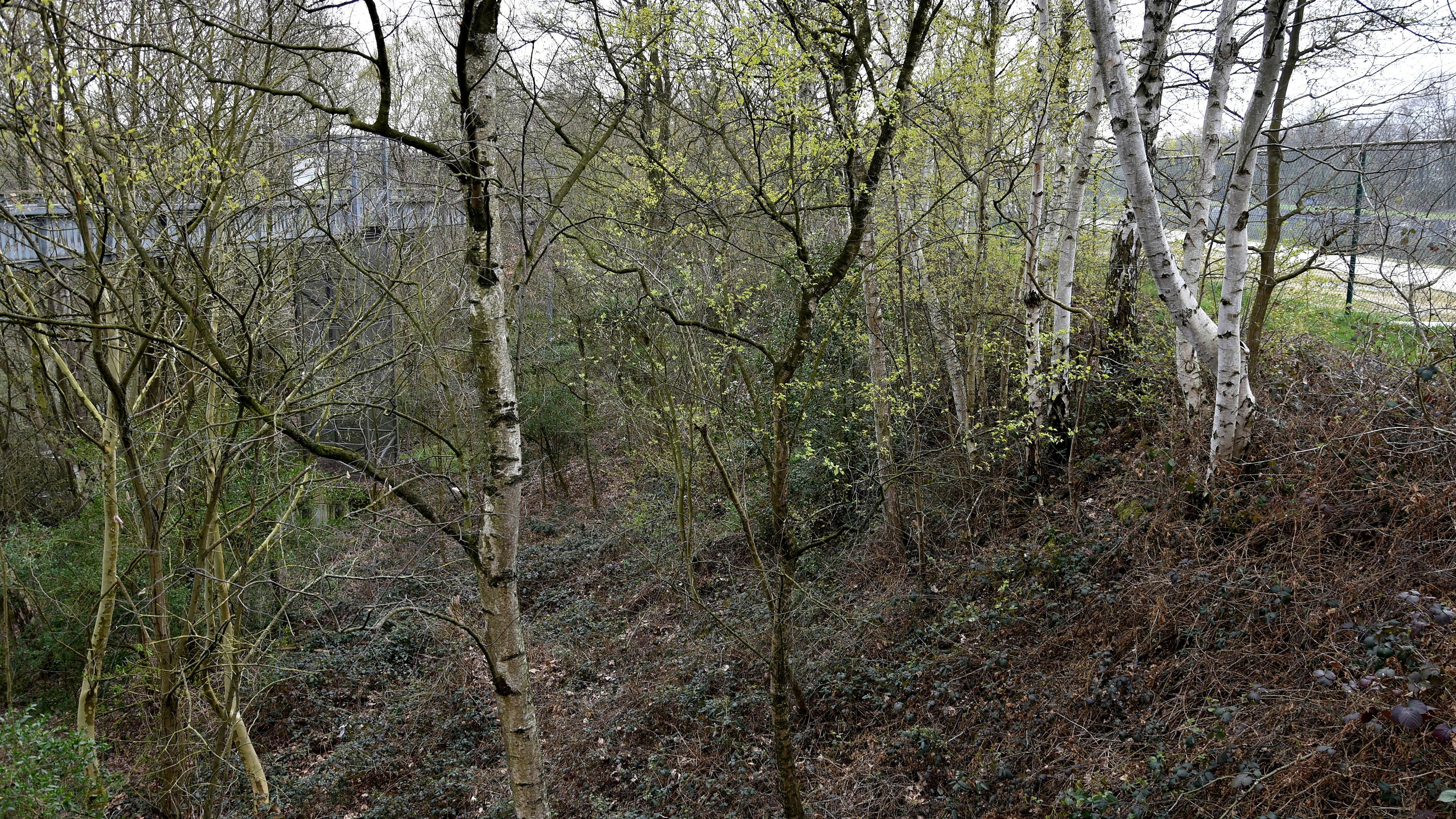
Het Greven met rechts het kanaal
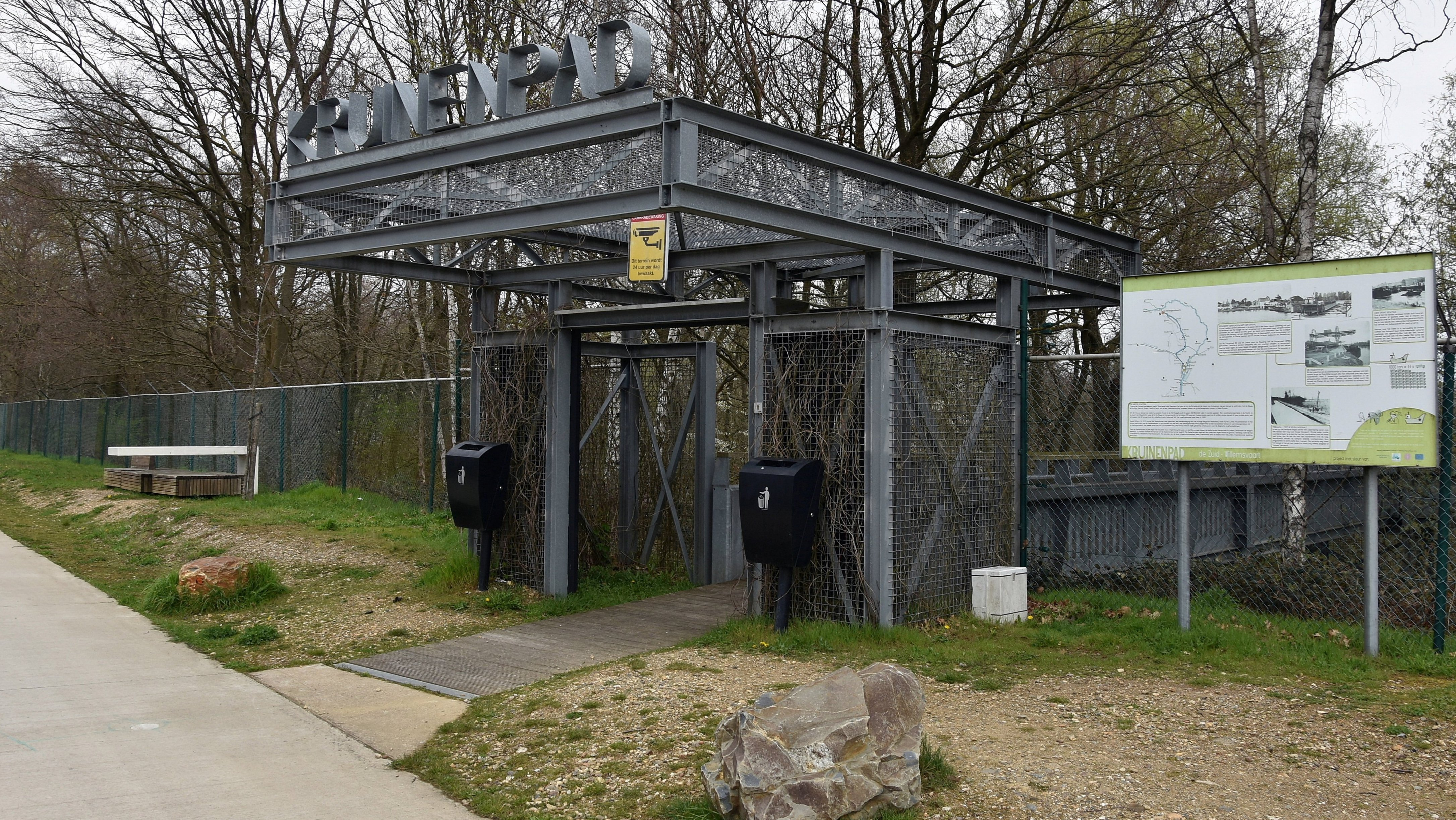
Het Kruinenpad
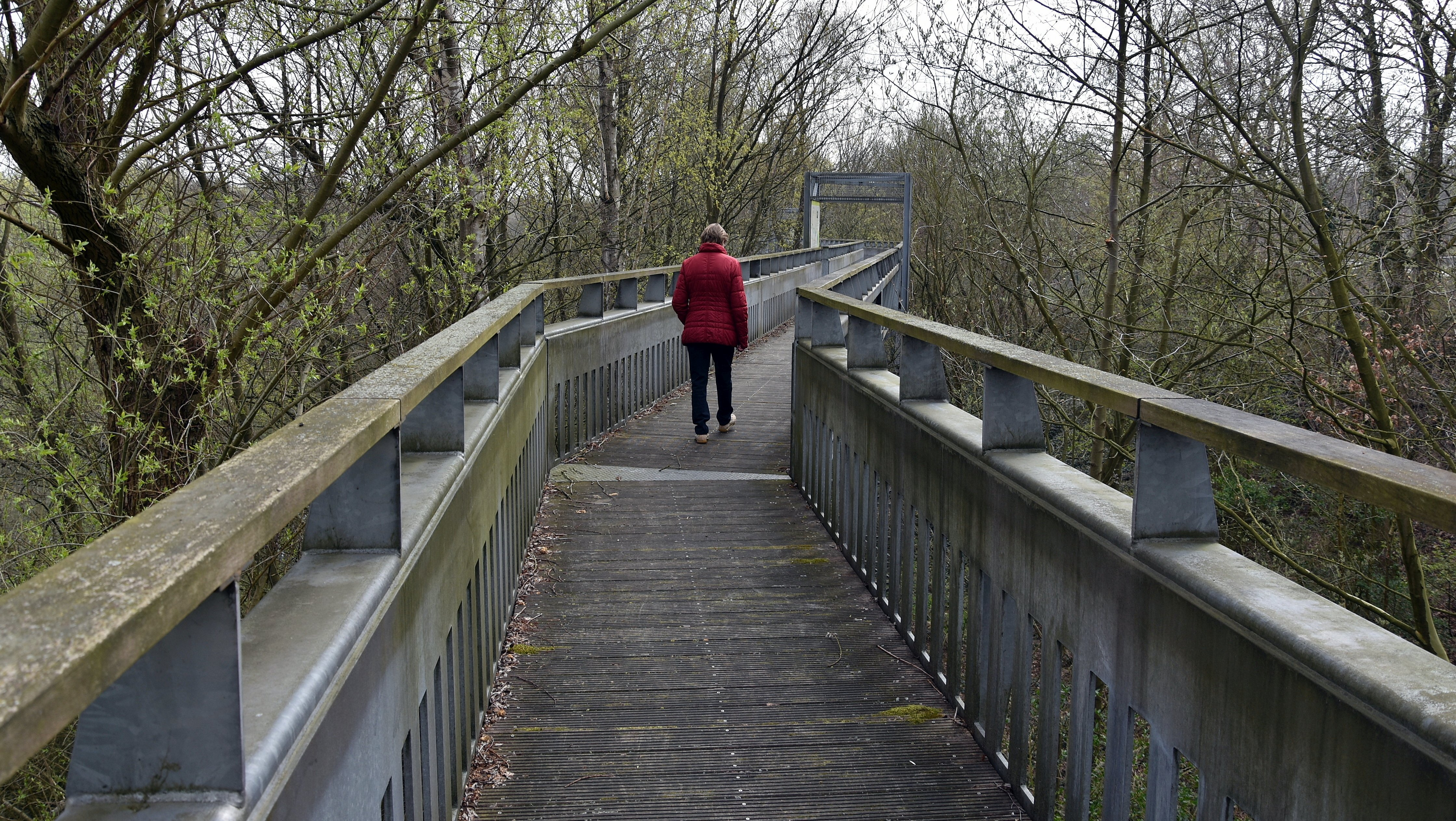
Op het Kruinenpad